# Mosaic (álbum)
Mosaic es el duodécimo álbum de estudio de la banda estadounidense de rock alternativo, 311, que fue publicado el 23 de junio de 2017 por BMG. Fue grabado en los estudios The Hive en North Hollywood, Los Ángeles, California.
Corresponde al primer álbum de la banda lanzado por el sello BMG, el primero producido por John Feldmann y el cuarto producido por Scotch Ralston. La lista de canciones fue revelada por PledgeMusic el 10 de abril de 2017.

## Promoción
«Too Much to Think» fue lanzado como el primer sencillo oficial del álbum el 11 de marzo de 2017. Posteriormente, «Too Late» se lanzó como el primer sencillo promocional el 13 de abril de 2017, y el segundo, «Perfect Mistake», se lanzó el 9 de junio de 2017.
«Too Late» hizo su debut en la radio en Los Ángeles, California, el 23 de mayo de 2017 en KLOS, mientras que «Til the City's on Fire» fue lanzado como el segundo sencillo oficial el 8 de agosto de 2017.

## Recepción
Mosaic fue bien recibido tras su lanzamiento, y los elogios se dirigieron hacia su retorno, percibido como una forma musical creativa y conceptualmente máxima. En una crítica positiva de AllMusic, el autor Neil Z. Yeung señaló que «es una declaración triunfal de estos veteranos, una promesa entusiasta de que la fiesta aún no ha terminado», dándole al álbum cuatro de cinco estrellas.

## Rendimiento comercial
Mosaic debutó en el número seis en la lista musical Billboard 200 de EE. UU. con 39.000 unidades equivalentes a álbumes, de las cuales 37.000 fueron ventas puras de álbumes.

## Lista de canciones
| CD    |                             |                                                          |                         |          |  |
| N.º   | Título                      | Letras                                                   | Voz principal           | Duración |  |
| 1.    | «Too Much to Think»         | Zakk Cervini, John Feldmann, Nick Hexum, Matthew Pauling | Nick Hexum              | 3:54     |  |
| 2.    | «Wildfire»                  | Nick Hexum, Gabe Isaac, SA Martinez, Aaron Wills         | Nick Hexum, SA Martinez | 5:28     |  |
| 3.    | «The Night Is Young»        | Nick Hexum, Isaac                                        | Nick Hexum              | 3:48     |  |
| 4.    | «Island Sun»                | Nick Hexum, Scott "Scotch" Ralston                       | Nick Hexum              | 3:00     |  |
| 5.    | «Perfect Mistake»           | Cervini, Feldmann, Nick Hexum, Pauling, Martinez, Wills  | Martinez, Nick Hexum    | 3:10     |  |
| 6.    | «Extension»                 | Nick Hexum, Isaac, Martinez                              | Nick Hexum, Martinez    | 2:51     |  |
| 7.    | «Inside Our Home»           | Nick Hexum, Dillon Pace, Evan Taubenfeld                 | Nick Hexum              | 3:40     |  |
| 8.    | «'Til the City's on Fire»   | Cervini, Feldmann, Nick Hexum, Pauling, Wills            | Nick Hexum              | 2:56     |  |
| 9.    | «Too Late»                  | Nick Hexum, Ralston                                      | Hexum, Martinez         | 5:23     |  |
| 10.   | «Hey Yo»                    | Geoffrey Earley, Nick Hexum, Martinez, Ralston           | Nick Hexum, Martinez    | 3:33     |  |
| 11.   | «Places That the Mind Goes» | Nathaniel Caserta, Feldmann, Alan Hampton, Nick Hexum    | Nick Hexum              | 3:00     |  |
| 12.   | «Face in the Wind»          | Nick Hexum, Tim Mahoney, Martinez, Ralston, Wills        | Nick Hexum, Martinez    | 3:40     |  |
| 13.   | «Forever Now»               | Nick Hexum, Nicole Hexum, Zack Hexum                     | Nick Hexum, Martinez    | 3:26     |  |
| 14.   | «Days of '88»               | Nick Hexum, Martinez, Ralston, Chad Sexton               | Martinez, Nick Hexum    | 3:54     |  |
| 15.   | «One and the Same»          | Nick Hexum, Martinez, Wills                              | Nick Hexum, Martinez    | 3:27     |  |
| 16.   | «Syntax Error»              | Ralston, Sexton                                          | Nick Hexum              | 2:13     |  |
| 17.   | «On a Roll»                 | Cervini, Feldmann, Nick Hexum, Pauling, Ralston          | Nick Hexum, Martinez    | 3:09     |  |
| 60:32 |                             |                                                          |                         |          |  |

## Personal
Créditos adaptados de las notas del álbum.
| 311 - Nick Hexum – vocalista principal, guitarra - SA Martinez – voces - Chad Sexton – batería, mezclas - Tim Mahoney – guitarra - P-Nut – bajo, coros | Producción - Nathaniel Caserta – composición (track 11) - Zakk Cervini – ingeniero y mezclas (tracks 1, 5, 8, 11 y 17), composición - Geoffrey Earley – composición (track 10) - John Feldmann – producción y grabación (tracks 1, 5, 8, 11 y 17), composición - Nicole Hexum – composición (track 13) - Zack Hexum – composición (track 13) - Joe Gastwirt – masterización - Alan Hampton – coros (track 11), composición - Gabe Isaac – composición (tracks 2, 3 y 6) - Dillon Pace – composición (track 7) - Matt Pauling – producción adicional e ingeniero (tracks 1, 5, 8, 11 y 17), composición - Scotch Ralston – producción y grabación (tracks 2–4, 6, 7, 9, 10, 12–16), composición - Evan Taubenfeld – composición (track 7) |

## Posicionamiento en listas
| Lista (2017)                                      | Mejor posición |
| ------------------------------------------------- | -------------- |
| Estados Unidos (Billboard 200)                    | 6              |
| Estados Unidos (Billboard Top Alternative Albums) | 2              |
| Estados Unidos (Billboard Top Rock Albums)        | 2              |